# اشمیت همر لاسن
اشمیت همر لاسن (انگلیسی: Schmidt Hammer Lassen) شرکت معماری دانمارکی است، که در سال ۱۹۸۶ تأسیس شد.